# 尤德
尤德爵士，GCMG，GCVO，MBE（1924年6月19日—1986年12月5日），英國外交官，熟知中國事務，曾任英國駐華大使。第二次國共內戰期間，尤德曾在「紫水晶號事件」立功，事後在1949年獲英廷授勳。1982年，尤德獲委任接替麥理浩爵士，出任第26任香港總督。任內見證了中、英兩國於1984年簽訂《中英聯合聲明》，確認中方將於1997年7月1日起對香港行使主權。尤德在1986年12月5日訪問北京期間心臟病發猝死，成為唯一一位於任內逝世的港督。

## 生平

### 早年生涯
尤德在1924年6月19日出生於英國的威爾士格拉摩根谷（Vale of Glamorgan）的珀納思（Penarth），幼年在當地的維多利亞學校就讀，1942年考入倫敦大學亞非學院學習中文。1943年離開倫敦大學，加入皇家志願後備海軍，參與第二次世界大戰，在1945年前往重慶服役途中曾路過香港，後在1946年退役。
退役後，尤德在1947年加入英國外交部，於1948年被派往時值國共內戰的中國，擔任南京的英國駐華大使館之三等秘書。由於解放軍將會越過長江進攻南京，英軍巡防艦紫水晶號於1949年4月20日奉命從上海駛往南京撤走當地英國僑民，惟駛至揚子江的時候，紫水晶號遭到駐紮在北岸的解放軍炮擊，中彈達50發，包括艦長斯金納在內多人死傷，最後掛起白旗，被迫停在鎮江一帶的江面。
英軍曾先後在4月20日和4月26日派出三艘艦艇駛入長江企圖營救，但皆為解放軍的炮火所擊退，未能接近紫水晶號。在此期間，尤德向上級毛遂自薦，多番以標準官話與解放軍前線指揮官進行斡旋，雖然經過近兩個月的談判仍然陷入僵局，但為艦上人員搶修紫水晶號換來寶貴的時間，令紫水晶號可於7月30日晚上趁機全速脫逃，雖然岸上的解放軍發現紫水晶號突圍時曾發炮截擊，卻擊沉了江陵解放號客輪，紫水晶號於7月31日到達上海，最後於8月11日抵達香港。英廷認為尤德對紫水晶號突圍有功，於1949年獲頒贈MBE勳銜。

### 外交生涯
尤德在1951年返回英國外交部任職，未幾在1953年被派到北京，出任英國駐北京代辦處二等秘書。此後自1956年至1959年被改派到英國駐美國大使館擔任一等秘書，期間訪問美國多處地方。在1960年至1962年，他又再次到英國駐北京代辦處出任一等秘書。
自1962年至1965年，尤德再調回倫敦外交部。不久自1965年至1969年派往紐約，出任英國駐聯合國代表團參贊。到1969年，他回英國擔任首相韋爾遜的私人秘書，主理海外事務。一年後，他曾自1970年至1971年前往帝國國防學院深造。之後在1971年至1973年出任外交部人事服務部首長。在1973年至1974年，尤德獲升任為外交部助理次官；1974年至1978年獲任命為英國駐華大使，任期完畢後，於1978年又一次回到外交部，於外交部次官部門任職書記官，為期一年。兩年後，尤德再被任用，自1980年至1982年於外交部常任次官與書記官部門供職。
1981年12月底，英國外交部宣佈尤德於1982年接替任滿的麥理浩爵士，出任第26任香港總督。後來他在1982年5月20日抵港，在皇后碼頭登岸，正式履任。

### 香港總督

#### 高等教育
尤德在1982年上任總督之初，香港高等教育仍舊在十分落後的階段。當時香港只有兩所認可的大學——香港大學和香港中文大學，而專上學院亦只有理工學院、嶺南學院、樹仁學院和香港浸會學院等，可謂寥寥無幾。而根據統計，當時香港亦只有2%的中學畢業生能享有在本地接受高等教育的機會。
有見及此，尤德任內對教育發展特別重視。後於1984年，他更分別見證了城市理工學院（今香港城市大學）以及香港演藝學院的成立。尤德也是體藝中學和香港科技大學的主要倡設者之一，惟兩校要至他過身後，才分別於1989年和1991年正式成立。

#### 關注經濟
尤德在1982年10月首次在立法局發表施政報告，當中曾表示要「建立一個鼓勵市民發展幹勁和進取精神的環境；只有在特別情況下，例如正常經營受干擾、工人得不到公平待遇、或本港聲譽受損時，政府才會對工商及金融界進行干預」。後來香港經濟雖然不景，他亦曾親自率領貿易代表團訪問英國、日本、美國和中國以推廣香港的貿易，又頒布了不少管制和監察銀行、保險、證券、金融和貿易各行業的法例，以整頓香港內部的情況。

#### 代議政制
踏入1984年年中，隨著英方在香港前途的立場有所軟化，英國外相賀維爵士於4月20日發表聲明，指英國在1997年以後不再擁有香港之主權和治權，香港的前途亦大致上塵埃落定。為此，尤德遂著手開展進一步的政制改革，以配合香港在「過渡期」發展出代議民主。
在1984年7月18日，港府發表了一份《代議政制綠皮書》，研究代議政制在香港發展的可行性。該《綠皮書》提出香港要建立代議政制，長遠透過循序漸進的手法達至民選政府機關。根據文件，當中建議1985年的香港立法局選舉將試行間接選舉，立法局內其中24個議席將分別由選舉團和功能組別，各以投票的方式產生12席。而選舉團的成員，則包括所有香港市政局、香港區域市政局及香港區議會的議員。此外，文件又提出在1991年的香港行政局的非官守議員中，最少應有8名由立法局的非官守議員互選出來。其後於1984年11月21日，港府又發表《代議政制白皮書》，正式公佈這個政策。
1985年9月26日，香港首次舉行香港立法局的間接選舉，正式開始了香港的代議政制。但是行政局的非官守議員由間接選舉產生的構思，卻一直未能實現。

#### 信心危機
尤德上任港督伊始，中、英兩國元首曾經在1982年的時候就香港前途進行會談。在會談初期，英國首相戴卓爾夫人的立場十分堅定，明確強調《南京條約》、《北京條約》和《展拓香港界址專條》至今仍然生效。不過，中方立場卻同樣強硬，除了不願作出妥協外，又表示中方必定要收回整個香港的主權。
尤德曾多次率領兩局議員前往英國，與英國當局商討前途問題。其中有次，在1983年6月30日，他曾率領9名行政局議員前往倫敦，並在7月4日謁見戴卓爾夫人。尤德一行人在7月7日返港後，召開了記者會，席間，尤德公佈了即將召開的中、英談判中，英方代表團的成員名單。當中，尤德被包括在內，而且在成員名單名列第二。有記者問及尤德代表何方出席談判，尤德則指自己是「以港督的身份代表香港市民參加談判」，事件立即引起了廣泛討論。翌日7月8日，中國外交部發言人表示，「中、英關於香港問題的會談是中、英兩國政府之間的雙邊會談。尤德先生是作為英國政府代表團的一個成員參加會談的，因此他在會談中只代表英國政府」，結果英國外交部不久即作出澄清，指尤德「當然作為英國代表團的成員參加會談」。
中、英代表團雙方在1983年7月正式就香港的前途問題展開談判。但期間談判一度未能取得共識和進展，遂促使港人的信心受到動搖，並引發了一輪信心危機。在1983年9月，受中、英談判陷入僵局等因素所影響，香港股市出現股災，港元大幅貶值，更曾一度跌至9.6港元兌1美元的歷史低點，市面上隨之出現搶購糧食等情況，多間銀行亦出現擠提。港府其後在10月15日宣佈實施聯繫匯率制度，以7.80港元兌1美元的匯率與美元掛鈎，才得以維繫港元穩定。
雖然港元匯率得到穩定，但香港市民仍舊對香港前景感到憂慮。在1984年1月，港府批准調高的士的牌費和首次登記稅，結果不少的士司機在九龍城集結，引起小規模的騷亂。其後在同年3月28日，英資的怡和洋行宣佈把總公司由香港遷冊至百慕達，即被社會各界視為英國有意撤資，結果對香港的前途更為擔憂。
誠如上文所言，英方在1984年年中立場開始軟化，表示將在1997年放棄香港的主權和治權，中、英談判於是出現了明顯的進展。最後在1984年12月18日，雙方終於簽署了《中英聯合聲明》，確認英國於1997年7月1日將香港主權移交中華人民共和國。香港遂由此步入了所謂的「過渡期」。在「過渡期」期間，為了安撫民心，尤德提出興建第二條連接香港島和九龍半島的海底隧道、連接新界東、九龍東及港島之大老山隧道（而這兩條隧道分別在1989年和1991年建成）以及興修由屯門至元朗的輕便鐵路。在1985年9月26日，他又落實了《代議政制綠皮書》，於立法局選舉中以間選手法產生24個議席。
但是，港人對香港的信心未有因為前途明朗化而回復。相反，不少港人在《中英聯合聲明》簽署後，得悉英國政府無意向香港人給予英國公民身份以及居英權，又對中國共產黨將對香港作出管治感到憂心，結果觸發香港出現了大規模的移民潮。當時社會上有能力的市民都選擇申請移民到美國、加拿大和澳洲等地，但由於港府擔心會引起恐慌，尤德一直也不願公佈確實的移民數字。此外，斐濟、玻利維亞和貝里斯等小國更紛紛來港開設辦事處，企圖吸納投資移民。移民潮在此後一直持續，至主權移交前夕才稍為出現「回流」的現象。

#### 任內猝死

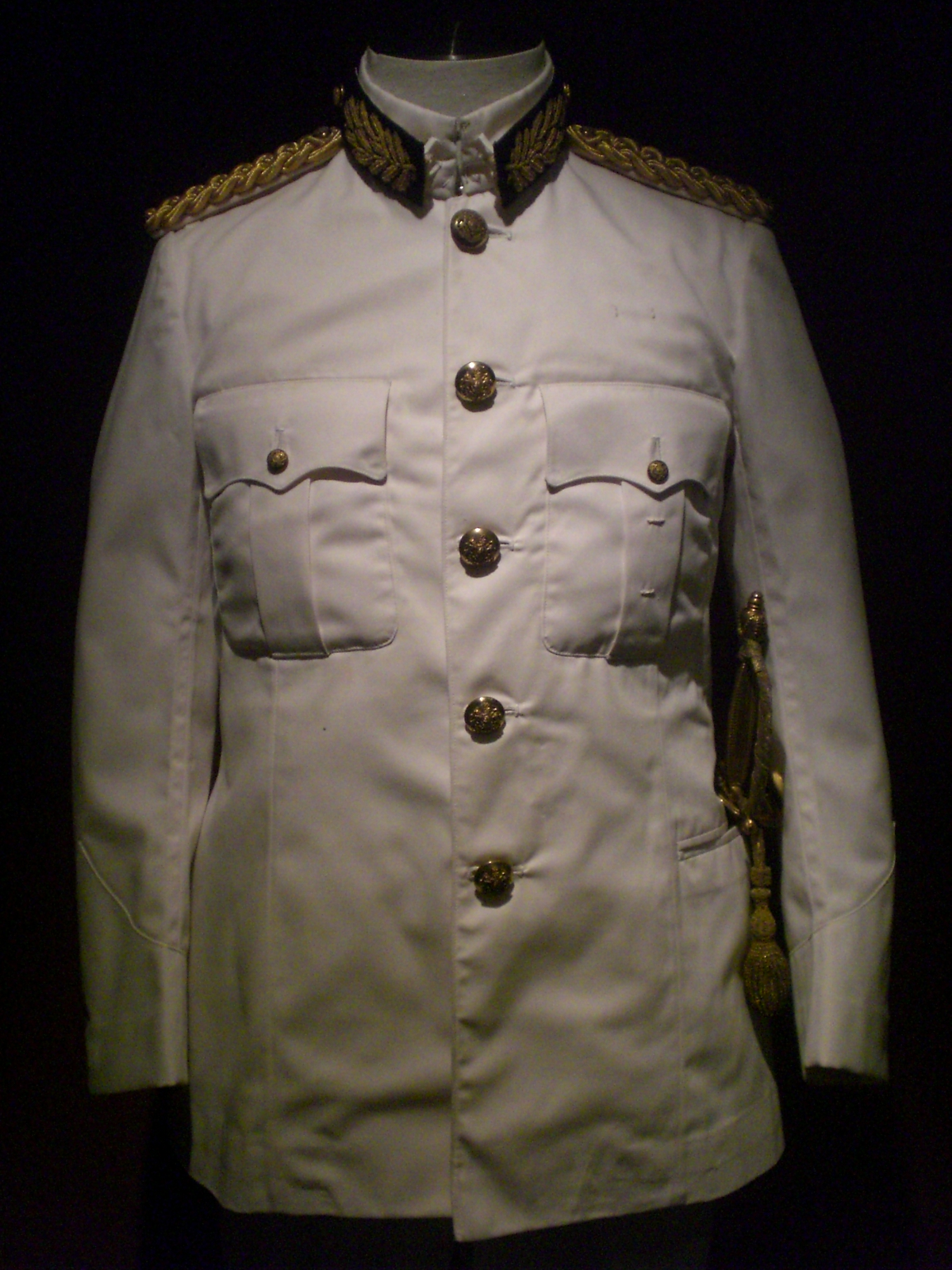
尤德爵士在1982年到任港督時所穿的禮服，香港歷史博物館藏

1986年10月，尤德接待第二次訪問香港的英女皇伊利沙伯二世，此時他的健康狀況已開始出現問題。12月，尤德率領香港高層經濟貿易代表團到北京（團長為鄧蓮如），為香港貿易發展局北京辦事處主持開幕典禮，並於中國國際展覽中心主持香港產品在北京首次舉辦的展覽會開幕典禮，12月3日获中国国务院总理赵紫阳接见，12月4日在钓鱼台国宾馆获时任国务院港澳事务办公室主任姬鹏飞宴请。
尤德原定在12月5日返港，但約於同日清晨因急性心臟病猝逝，後被私人秘書賀理發現倒臥於下榻的英國駐華大使館內，終年62歲。12月5日上午8時20分，英國駐華使館向中國外交部通報了尤德的死訊。
12月5日，香港政府開放港督府讓市民前往弔唁。12月6日晚上，尤德的遺體用飛機運回香港。12月9日上午，港督府舉行喪禮，喪禮以最高級軍事榮譽形式進行，而他的靈柩在多名港府官員和立法局議員護送下離開港督府，靈柩運抵聖約翰座堂，隨後在座堂舉行安息禮拜，而其遺體其後被轉往歌連臣角火葬場火化。尤德的遺體火化後，骨灰由家人帶回坎特伯雷大教堂的墓園安葬。

## 個人生活
尤德爵士於1951年跟在中國認識的彭雯麗（Pamela Fitt）結婚，兩人育有兩名女兒：
- 長女珍妮花，畢業於牛津大學，為礦務工程專家。
- 次女狄寶娜，畢業於根德大學法律系。

尤德爵士向以熱愛中國文學和中文著稱。據稱，他每天吃早餐的時候，都會閱覽好幾份中文報章。此外，尤德爵士的興趣還包括步行、戲劇和音樂。

## 榮譽
- M.B.E. （1949年）
- C.M.G. （1968年）
- K.C.M.G. （1977年）
- G.C.M.G. （1983年）
- G.C.V.O. （1986年，由英女皇訪港時親授）

### 以他命名的事物

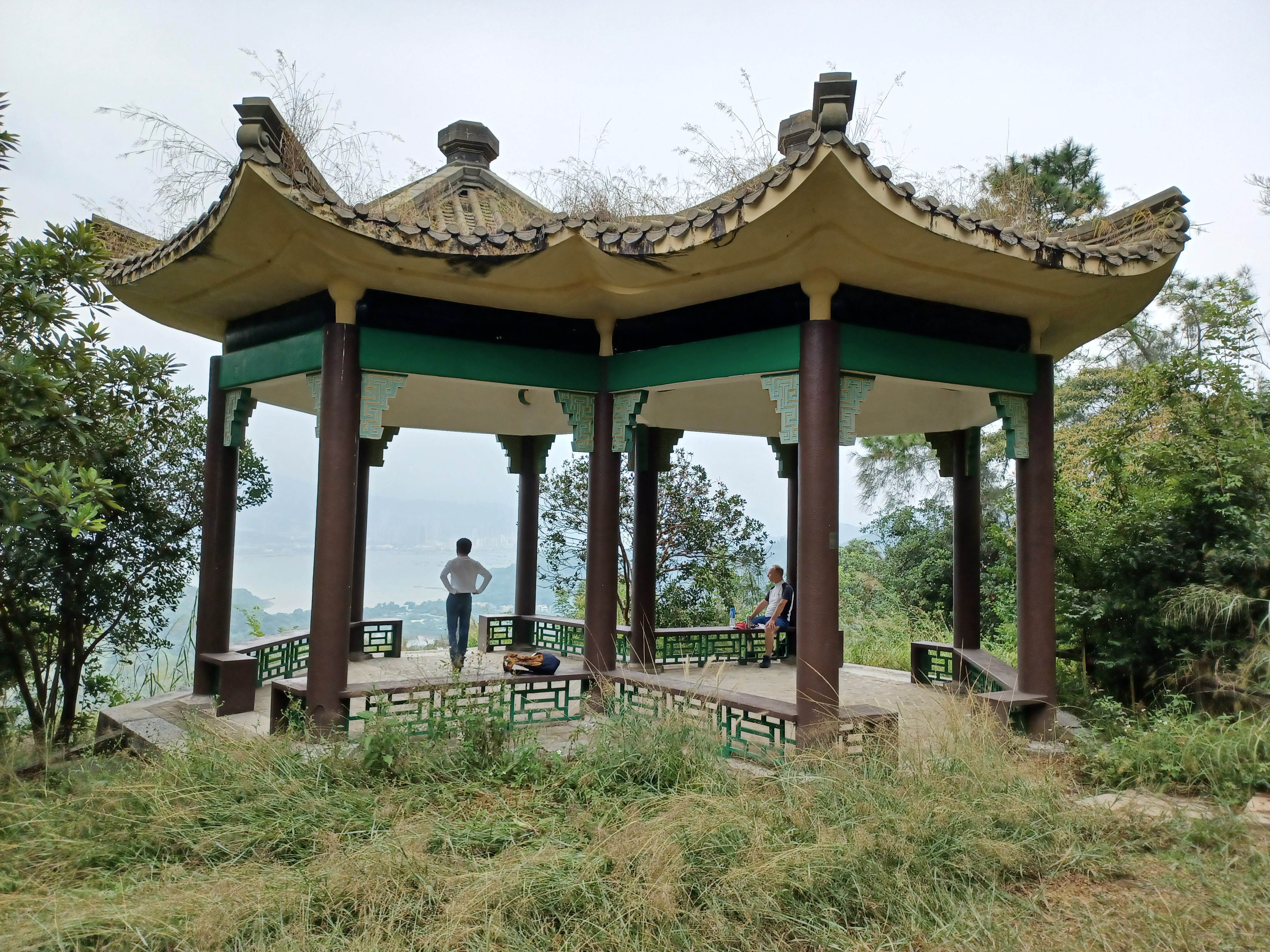
尤德爵士紀念亭

- 1987年4月成立尤德爵士紀念基金，旨在鼓勵並協助香港市民在本地或海外接受教育、學習或從事學術研究, 得獎者完成學業後按規定返港工作最少三年，並組成尤德學者協會
- 1992年設立尤德觀鳥園，位於香港公園內
- 1993年10月設立東區尤德夫人那打素醫院
- 尤德爵士紀念亭，位於新界東鹿頸
- 尤德夫人政府牙科診所、尤德夫人兒童體能智力測驗中心，位於沙田圓洲角
- 香港總督尤德爵士紀念碑，分別位於英國坎特伯雷大教堂內  （页面存档备份，存于） （页面存档备份，存于） 以及香港中區花園道的聖約翰座堂內

### 英文資料
- Who's Who，A & C Black，1986年。
- https://web.archive.org/web/20150414010949/http://www.britains-smallwars.com/RRGP/AMETHYST.htm，Under heavy fire, am aground，Steven Nicholls，2002年4月20日
- https://web.archive.org/web/20081123090256/http://www.maryellenmark.com/text/magazines/london_sunday_times/904G-000-009.html，EXIT HONG KONG，by SIMON WINCHESTER，LONDON SUNDAY TIMES MAGAZINE，1986年10月19日。
- https://archive.today/20010422171726/http://www.seysa.org.hk/VH/seysa/Sir_Edward_Youde/sir_edward_youde.html，In Memory of Sir Edward Youde，Sir Edward Youde Scholars Association。

### 中文資料
- http://www.rthk.org.hk/classicschannel/audio/80s_0011.asx （页面存档备份，存于），港督尤德爵士喪禮，香港電台，1986年。（ASX格式）
- http://shenzhou2046.mysinablog.com/resserver.php?blogId=19250&resource=327070-%E7%B4%AB%E7%9F%B3%E8%8B%B1%E8%99%9F%E4%BA%8B%E4%BB%B6.pdf[永久]，中國解放戰爭中的中英交火，新華網，2005年10月15日。（PDF格式）
- http://www.legco.gov.hk/yr86-87/chinese/lc_sitg/hansard/h861210.pdf （页面存档备份，存于），立法局會議過程正式紀錄，香港立法局，1986年12月10日。（PDF格式）
- http://culture.people.com.cn/BIG5/40479/40482/4321656.html （页面存档备份，存于），邓小平与撒切尔夫人交锋记，人民网，2006年4月23日。
- https://web.archive.org/web/20070701093019/http://www.ritafan.org/ritasnotesmainc1.htm，范徐麗泰網頁。

## 外部連結
- 立法局會議記錄（英文）
  - 1981至1982年度 （页面存档备份，存于）
  - 1982至1983年度 （页面存档备份，存于）
  - 1983年1984年度 （页面存档备份，存于）
  - 1984年1985年度 （页面存档备份，存于）
  - 1985年1986年度 （页面存档备份，存于）
  - 1986年1987年度 （页面存档备份，存于）
- 立法局會議記錄（中文）
  - 1985年1986年度 （页面存档备份，存于）
  - 1986年1987年度 （页面存档备份，存于）
- 其他

- - 尤德爵士紀念基金
  - 東區尤德夫人那打素醫院
  - 1986年港督尤德爵士喪禮錄音 （页面存档备份，存于），香港電台（ASX格式）

| 外交職務                    | 外交職務                      | 外交職務                    |
| --------------------------- | ----------------------------- | --------------------------- |
| 前任者： 艾惕思爵士         | 英國駐華大使 1974年－1978年   | 繼任者： 柯利達爵士         |
| 官衔                        |                               |                             |
| 前任者： 夏鼎基爵士（署理） | 第26任香港總督 1982年－1986年 | 繼任者： 鍾逸傑爵士（署理） |